# Carolinum
Il Carolinium (in ceco Karolinum) è il nucleo centrale dell'università fondata da Carlo IV di Lussemburgo nel 1348 a Praga. il Karolinum sorge sul sito di un preesistente edificio gotico di cui è testimonianza la Cappella dei Santi Cosma e Damiano
Nel 1945 fu ricostruito il cortile, questa volta in stile gotico. Nel XV secolo e nel XVI secolo l'università ebbe un ruolo di primo piano nel movimento riformista. Dopo la Battaglia della Montagna Bianca l'università passò nelle mani dei Gesuiti.